# Makowiczki
Makowiczki – dawna wieś w północno-zachodniej Polsce, położona w województwie zachodniopomorskim, w powiecie gryfickim, w gminie Płoty. Miejscowość zniesiona 1 stycznia 2017.
W latach 1975–1998 miejscowość należała administracyjnie do województwa szczecińskiego.